# Drie liederen op teksten van Donald Hall
Drie liederen op teksten van Donald Hall is een verzameling liedjes van William Bolcom. Bolcom en zijn vrouw, de sopraan Joan Morris, waren bevriend met de schrijver Donald Hall en diens echtgenote Jane Kenyon. Beide echtparen cirkelden om elkaar heen. Bolcom trad veelvuldig op met Morris en hun gezamenlijke liefde voor muziek zou uitmonden in de liederencyclus Songs of innocence and of experience.
De drie teksten die Bolcom gebruikte waren:
- Horse song; een opsomming over het leven van werkpaarden totdat de boer het paard te oud vindt en doodschiet.
- O cheese; een gedicht over allerlei soorten kaas
- Wheel of the oxcart; de oxcart is een tweewielige ossenwagen; een boer trekt samen met zijn os en ossenwagen naar de stad en verkoopt de lading en de ossenkar; vervolgens terug naar huis om weer een ossenkar te bouwen en het jaar daarop herhaalt de gebeurtenis zich.

Het Detroit Chamber Winds & Strings nam het in 1994 op met uiteraard Joan Morris als sopraan. Het ensemble bestaat uit dwarsfluit, klarinet, hoorn, cello en piano.
De première was weggelegd voor Joan Morris (zangstem) met William Bolcom (piano) tijdens een Mohawk-muziekfestival in Charlemont, Massachusetts op 27 juli 1979